# Lamaceratops
Lamaceratops ist eine wenig bekannte Gattung der Vogelbeckensaurier (Ornithischia) aus Gruppe der Ceratopsia.
Von Lamaceratops ist bislang nur der Schädel bekannt. Dieser ähnelte dem von Bagaceratops, war aber um ein Viertel kleiner. Im Unterschied zu diesem war die Wangenregion weniger ausladend und am Zwischenkieferbein befanden sich keine Zähne. Am Nasenbein saß ein kleines Horn. Wie bei allen Ceratopsia war die Schnauze zugespitzt, was eine selektive Nahrungsaufnahme ermöglichte. Dieser Dinosaurier war wie alle Ceratopsia Pflanzenfresser.
Die fossilen Überreste von Lamaceratops stammen aus der Barun-Goyot-Formation in der mongolischen Provinz Ömnö-Gobi und wurden 2003 erstbeschrieben. Der Gattungsname leitet sich ab von Lama, dem buddhistischen Lehrer, und griechisch keratops (=„Horngesicht“), einem häufigen Namensbestandteil der Ceratopsia. Typusart und einzig bekannte Art ist L. tereschenkoi. Die Funde werden in die Oberkreide (spätes Santonium oder Campanium) auf ein Alter von 86 bis 72 Millionen Jahre datiert.
Systematisch wird Lamaceratops als naher Verwandter von Bagaceratops eingeordnet und wird wie dieser entweder in die Protoceratopsidae oder in die Bagaceratopsidae eingeordnet. Nach Meinung mancher Forscher könnte es sich bei Lamaceratops lediglich um ein Synonym von Bagaceratops handeln.